# أوتافيو باربييري
أوتافيو باربييري (بالإيطالية: Ottavio Barbieri) (10 أبريل 1899 بجنوة في إيطاليا - 28 ديسمبر 1949 بجنوة في إيطاليا) هو مدرب كرة قدم ولاعب كرة قدم إيطالي في مركز الوسط، شارك في الألعاب الأولمبية الصيفية 1924. وشارك مع منتخب إيطاليا لكرة القدم. أما مع النوادي، فقد لعب مع نادي جنوى ونادي سامبيردارينيزي.

## وصلات خارجية
- أوتافيو باربييري على موقع الاتحاد الدولي (مؤرشف)  (الإنجليزية)
- أوتافيو باربييري على موقع قاعدة بيانات كرة القدم.إي يو (الإنجليزية)
- أوتافيو باربييري على موقع ناشيونال فوتبول تيمز (الإنجليزية)
- أوتافيو باربييري على موقع أوليمبيديا (الإنجليزية)